# Barbatula kosswigi
Barbatula kosswigi är en fiskart som först beskrevs av Erk'akan och Kuru, 1986.  Barbatula kosswigi ingår i släktet Barbatula och familjen grönlingsfiskar. Inga underarter finns listade.